# André Martineau
André Martineau (* 14. Mai 1930; † 4. Mai 1972) war ein französischer Mathematiker, der sich mit Analysis beschäftigte.
Martineau studierte an der École normale supérieure und promovierte bei Laurent Schwartz in Paris über analytische Funktionale und arbeitete mehrere Jahre mit Schwartz zusammen. Er war Professor an der Universität Nizza (Sophia Antipolis). Er starb mit 42 Jahren an Krebs.
Er beschäftigte sich mit Analysis in mehreren komplexen Variablen, wo er Fourier-Borel-Transformationen für analytische Funktionale einführte (für eine Variable schon bei Émile Borel). Er gehörte zu den frühen Unterstützern der Hyperfunktionen (über die er im Seminar Bourbaki 1960/61 einen Vortrag hielt) von Mikio Satō und spielte nach Pierre Cartier auch bei der Entstehung des Schema-Konzepts in der algebraischen Geometrie eine Rolle mit einer Bemerkung, die er gegenüber Jean-Pierre Serre machte.
1970 war er Invited Speaker auf dem Internationalen Mathematikerkongress in Nizza (Fonctionelles analytiques) und 1962 in Stockholm (Croissance d´une fonction entiers de type exponentiel et supports des fonctionelles analytiques). Zu seinen Doktoranden zählen André Hirschowitz und Henri Skoda.
Sein Sohn Jacques Martineau (* 1963) ist Filmemacher (Drehbuchautor, Regisseur).

## Schriften
- Oeuvre, Editions du CNRS 1977
- Martineau Sur la topologie des espaces de fonctions holomorphes, Mathematische Annalen, Bd. 163, 1966, S. 62

## Verweise
1. ↑  nach den Erinnerungen von Christer Kiselman, Christer Kiselman's mathematical ancestors
2. ↑  André Martineau im Mathematics Genealogy Project (englisch)  abgerufen am 1. August 2024.
3. ↑  Schwartz A mathematician grappling with his century, S. 281
4. ↑  Springer Online Reference, Fourier-Borel-Transformation. Die Arbeiten von Martineau gipfeln in Equations différentialles d'ordre infini, Bull. Soc. Math. France, Band 95, 1967, S. 109–154
5. ↑  Sato, Interview, Notices AMS 2007, Heft 2
6. ↑  Cartier A mad days work, Bulletin AMS, Bd. 38, 2001, S. 398.

| Personendaten    | Personendaten              |
| ---------------- | -------------------------- |
| NAME             | Martineau, André           |
| KURZBESCHREIBUNG | französischer Mathematiker |
| GEBURTSDATUM     | 14. Mai 1930               |
| STERBEDATUM      | 4. Mai 1972                |